# Hoplosmia padri
Hoplosmia padri is een vliesvleugelig insect uit de familie Megachilidae. De wetenschappelijke naam van de soort is voor het eerst geldig gepubliceerd in 1974 door Tkalcu.